# Marale Bekuppe, Kanakapura
Marale Bekuppe là một làng thuộc tehsil Kanakapura, huyện Ramanagara, bang Karnataka, Ấn Độ.